# Tulsa királya
A Tulsa királya (eredeti cím: Tulsa King) 2022-ben bemutatott amerikai televíziós bűnügyi drámasorozat, amelyet Taylor Sheridan alkotott. A sorozat főszereplője Sylvester Stallone, akinek ez az első főszerepe forgatókönyv alapján készült televíziós sorozatban. Stallone egy maffiózót alakít, aki a börtönből frissen szabadulva az oklahomai Tulsába kerül, ahol elkezd létrehozni egy bűnszervezetet. 
Amerikában 2022. november 13-án a Paramount+, Magyarország 2023. február 14-én a SkyShowtime mutatta be.

## Cselekmény
Dwight „A tábornok” Manfredi egy New York-i maffiavezér, aki nemrég töltötte le 25 éves börtönbüntetését. Szabadulása után Dwightot főnöke az oklahomai Tulsába küldi, hogy ott indítson bűnügyi műveleteket. Dwight nem ismer senkit a környéken, ezért új csapatot keres, akik segítenek neki megalapítani a saját birodalmát. Először találkozik Tyson Mitchell taxisofőrrel, akit személyi sofőrként alkalmaz, és finanszírozást szerez azáltal, hogy megfenyegeti Lawrence „Bodhi” Geigermant, egy helyi gyógyszertár tulajdonosát, akivel később összebarátkozik. 
Miközben megpróbálja növelni vállalkozását, Dwight egyre több munkatársat szerez, köztük Mitch Kellert, aki egy bár tulajdonosa, ahol Dwight gyakran megfordul. Dwight kezdetben kapcsolatban marad a New York-i szindikátussal, de később megveti őket. Dwight és csapata ellenséggé válik a törvényen kívüli motoros bandával, a Black Macadams-szel. Ez idő alatt Dwightnak személyes és családi problémái támadnak tettei következtében. Stacy Beale, az Alkohol- és Dohánytermékek, illetve Lőfegyverek Forgalmával Foglalkozó Iroda (BATFE; közismert nevén ATF) ügynöke és Dwight szerelme, nyomoz Dwight és csapata tettei után.

## Szereplők

### Főszereplő
| Színész              | Szereplő                         | Magyar hang       |
| -------------------- | -------------------------------- | ----------------- |
| Sylvester Stallone   | Dwight „Tábornok” Manfredi       | Gáti Oszkár       |
| Andrea Savage        | Stacy Beale                      | Ősi Ildikó        |
| Martin Starr         | Lawrence „Bodhi” Geigerman       | Gacsal Ádám       |
| Jay Will             | Tyson Mitchell                   | Penke Bence       |
| Max Casella          | Armand „Manny” Truisi            | Háda János        |
| Domenick Lombardozzi | Don Charles „Chickie” Invernizzi | Rába Roland       |
| Vincent Piazza       | Vince Antonacci                  | Tokaji Csaba      |
| A.C. Peterson        | Pete „The Rock” Invernizzi       | Papp János        |
| Garrett Hedlund      | Mitch Keller                     | Szrna Krisztián   |
| Dana Delany          | Margaret Devereaux               | Nádorfi Krisztina |
| Tatiana Zappardino   | Tina Manfredi-Grieger            | Csifó Dorina      |
| Annabella Sciorra    | Joanne Manfredi                  | Kovács Nóra       |
| Neal McDonough       | Cal Thresher                     | Kőszegi Ákos      |
| Frank Grillo         | Bill Bevilaqua                   | Szatmári Attila   |

### Mellékszereplő
| Színész               | Szereplő                  | Magyar hang   |
| --------------------- | ------------------------- | ------------- |
| Ritchie Coster        | Caolan Waltrip            |               |
| Emily Davis           | Roxanne „Roxy” Harrington |               |
| Ronnie Gene Blevins   | Ben Hutchins              |               |
| Barry Corbin          | Babe                      |               |
| Michael Beach         | Mark Mitchell             | Faragó András |
| Scarlet Rose Stallone | Spencer                   |               |
| Chris Caldovino       | Dennis „Goodie” Carangi   |               |

### Magyar változat
- Bemondó: Kisfalusi Lehel
- Magyar szöveg: Szerepi Hella
- Hangmérnök és vágó: Horváth Zoltán (1. évad), Zakar Sándor (2. évad)
- Gyártásvezető: Miklós Kíra (1. évad), Kassai Zsuzsa (2. évad)
- Szinkronrendező: Kozma Attila (1. évad), Pesti Zsuzsanna (2. évad)
- Produkciós vezető: Pitka Irén (1. évad), Kapás Péter (2. évad)

A szinkront a Masterfilm Digital Kft. (1. évad), majd a Direct Dub Studios (2. évad) készítette.

## Évados áttekintés
| Évad | Évad | Epizódok | Eredeti sugárzás     | Eredeti sugárzás   | Eredeti adó          | Magyar sugárzás    | Magyar sugárzás   | Magyar adó |
| Évad | Évad | Epizódok | Évadpremier          | Évadfinálé         | Eredeti adó          | Évadpremier        | Évadfinálé        | Magyar adó |
| ---- | ---- | -------- | -------------------- | ------------------ | -------------------- | ------------------ | ----------------- | ---------- |
|      | 1    | 9        | 2022. november 13.   | 2023. január 8.    |                      | 2023. február 14.  | 2023. március 27. |            |
|      | 2    | 10       | 2024. szeptember 15. | 2024. november 17. | 2024. szeptember 18. | 2024. november 20. |                   |            |
|      | 3    | 9        | 2025. szeptember 21. | 2025. november 16. | 2025. szeptember 24. | 2025. november 19. |                   |            |

## Epizódok

### 1. évad (2022-2023)
| #  | Cím                                      | Rendező        | Író                                                                       | Premier                              |
| -- | ---------------------------------------- | -------------- | ------------------------------------------------------------------------- | ------------------------------------ |
| 1. | Irány Nyugat, öregem! (Go West, Old Man) | Allen Coulter  | Forgatókönyv: Taylor Sheridan és Terence Winter Történet: Taylor Sheridan | 2022. november 13. 2023. február 14. |
| 2. | A világ közepe (Center of the Universe)  | Allen Coulter  | Terence Winter és Joseph Riccobene                                        | 2022. november 20. 2023. február 14. |
| 3. | Caprice (Caprice)                        | Ben Richardson | Regina Corrado                                                            | 2022. november 27. 2023. február 14. |
| 4. | Jelenés (Visitation Place)               | Ben Semanoff   | Dave Flebotte                                                             | 2022. december 4. 2023. február 20.  |
| 5. | Zseton (Token Joe)                       | Ben Semanoff   | Joseph Riccobene                                                          | 2022. december 11. 2023. február 27. |
| 6. | Nyugalom (Stable)                        | Guy Ferland    | Dave Flebotte                                                             | 2022. december 18. 2023. március 6.  |
| 7. | A döntés (Warr Acres)                    | Guy Ferland    | Terence Winter és Joseph Riccobene                                        | 2022. december 25. 2023. március 13. |
| 8. | Terv szerint rendben (Adobe Walls)       | Lodge Kerrigan | Terence Winter és Joseph Riccobene                                        | 2023. január 1. 2023. március 20.    |
| 9. | Minden jót! (Happy Trails)               | Lodge Kerrigan | Terence Winter                                                            | 2023. január 8. 2023. március 27.    |

### 2. évad (2024)
| Sor. | Év. | Cím                                          | Rendező        | Író                                                 | Premier                                   |
| ---- | --- | -------------------------------------------- | -------------- | --------------------------------------------------- | ----------------------------------------- |
| 10.  | 1.  | Újra nyeregben (Back in the Saddle)          | Craig Zisk     | Taylor Elmore, Terence Winter és Sylvester Stallone | 2024. szeptember 15. 2024. szeptember 18. |
| 11.  | 2.  | Kansas City Blues (Kansas City Blues)        | Craig Zisk     | Stephen Scaia és Terence Winter                     | 2024. szeptember 22. 2024. szeptember 25. |
| 12.  | 3.  | A Manfredi-büntetőügy (Oklahoma v. Manfredi) | Joshua Marston | Terence Winter és Joseph Riccobene                  | 2024. szeptember 29. 2024. október 2.     |
| 13.  | 4.  | Hősök és gonosztevők (Heroes and Villains)   | Joshua Marston | Terence Winter és Dave Flebotte                     | 2024. október 6. 2024. október 9.         |
| 14.  | 5.  | Szélmalomharc (Tilting at Windmills)         | David Semel    | William Schmidt                                     | 2024. október 13. 2024. október 16.       |
| 15.  | 6.  | Navigátor (Navigator)                        | David Semel    | Terence Winter                                      | 2024. október 20. 2024. október 23.       |
| 16.  | 7.  | Létfenntartás (Life Support)                 | Kevin Dowling  | Dave Flebotte                                       | 2024. október 27. 2024. október 30.       |
| 17.  | 8.  | Új irányítás alatt (Under New Management)    | Kevin Dowling  | William Schmidt és Terence Winter                   | 2024. november 3. 2024. november 6.       |
| 18.  | 9.  | Triád (Triad)                                | Craig Zisk     | Joseph Riccobene                                    | 2024. november 10. 2024. november 13.     |
| 19.  | 10. | Helyreállítás (Reconstruction)               | Craig Zisk     | Terence Winter és Sylvester Stallone                | 2024. november 17. 2024. november 20.     |

### 3. évad (2025)
| Sor. | Év. | Cím               | Rendező | Író                                    | Premier                                   |
| ---- | --- | ----------------- | ------- | -------------------------------------- | ----------------------------------------- |
| 20.  | 1.  | Blood and Bourbon |         | Dave Erickson és Sylvester Stallone    | 2025. szeptember 21. 2025. szeptember 24. |
| 21.  | 2.  | The Fifty         |         | Sheri Elwood                           | 2025. szeptember 28. 2025. október 1.     |
| 22.  | 3.  | The G and the OG  |         | Jameel Saleem                          | 2025. október 5. 2025. október 8.         |
| 23.  | 4.  | ?                 |         | Taylor Streitz                         | 2025. október 12. 2025. október 15.       |
| 24.  | 5.  | ?                 |         | Ildy Modrovich és Sylvester Stallone   | 2025. október 19. 2025. október 22.       |
| 25.  | 6.  | Bubbles           |         | Joseph Riccobene és Sylvester Stallone | 2025. október 26. 2025. október 29.       |
| 26.  | 7.  | Art of War        |         | Daniel C. Connolly                     | 2025. november 2. 2025. november 5.       |
| 27.  | 8.  | Nothing is Over   |         | Nick Jones Jr. és Sylvester Stallone   | 2025. november 9. 2025. november 12.      |
| 28.  | 9.  | Dead Weight       |         |                                        | 2025. november 16. 2025. november 19.     |